# 乌日根塔拉镇
乌日根塔拉镇，是中华人民共和国内蒙古自治区锡林郭勒盟苏尼特右旗下辖的一个乡镇级行政单位。

## 行政区划
乌日根塔拉镇下辖以下地区：
查干社区、乌日根社区、那仁宝拉格嘎查社区、昌图锡力嘎查社区、巴彦敖包嘎查社区、巴彦楚鲁嘎查社区、额尔敦敖包嘎查社区、萨如拉塔拉嘎查社区和呼格吉勒图嘎查社区。